# 向德里纳河进军

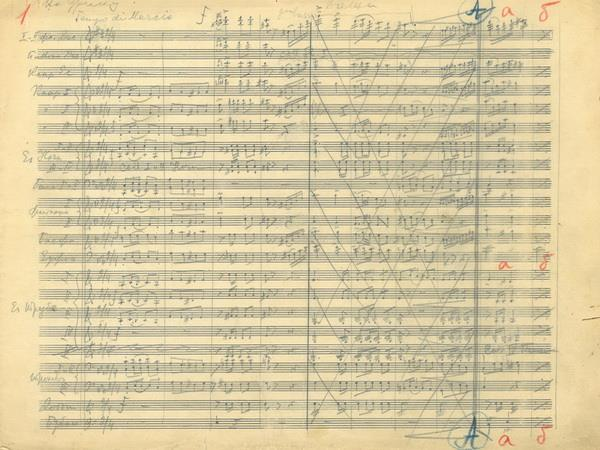
"Marš na Drinu"，斯坦尼斯拉夫·比尼茨基的原始手写乐谱，1915年5月26日。

德里纳河进行曲又称向德里纳河进军（塞尔维亚西里尔语：Марш на Дрину，发音为[mârʃ na drǐːnu]）是一首塞尔维亚爱国主义进行曲，由斯坦尼斯拉夫·比尼茨基在第一次世界大战期间创作。比尼奇将它献给他最喜爱的塞尔维亚军队指挥官米利沃耶·斯托亚诺维奇上校，他曾在策爾戰役中作战，但后来在科卢巴拉战役中被杀。这首歌在一战之中和战后受到广泛欢迎，并被塞族人视为抵抗同盟国的象征。二战结束后，它在南斯拉夫很受欢迎，1964年发行的单曲取得了黄金唱片的地位。1961年，南斯拉夫作家伊沃·安德里奇被提名为诺贝尔文学奖得主时，在诺贝尔文学奖的颁奖仪式上播放了这首进行曲。
这首歌的塞尔维亚语歌词是在比尼茨基创作的这首进行曲的几十年后，由诗人和记者米洛耶·波波维奇在1964年为纪念策爾戰役50周年写的。1964年，美国作曲家沃恩·霍顿为帕蒂·佩奇的唱片添加了英文歌词，标题为《德里纳》。德语歌词是由沃尔特·罗滕伯格在1964年和伯特·奥尔登在1976年创作的的。意大利语歌词于1964年由丹尼尔·帕斯为玛丽·拉福雷特的录音添加的。米卢丁·波波维奇·扎哈尔在1989年为一个名为 "吹口哨，向德里纳进军"的版本之中添加了塞尔维亚语歌词。
1964年贝尔格莱德的阿瓦拉电影制片厂拍摄了一部同名的南斯拉夫电影，在1914年策爾戰役的历史剧中出现了这首进行曲。

## 历史

### 第一次世界大战

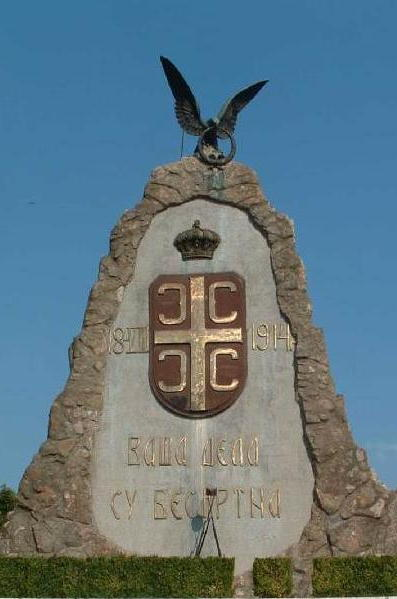
纪念在策爾戰役中丧生的塞尔维亚士兵的纪念碑

德里纳河是塞尔维亚民族认同的一个重要标志，是波斯尼亚和塞尔维亚的分界线。到第一次世界大战爆发之前，波斯尼亚自1878年以来就一直在奥匈帝国的控制之下。 1914年8月，塞尔维亚军队在策爾戰役中击败奥匈帝国军队，这是第一次世界大战期间协约国对同盟国的首次胜利。斯坦尼斯拉夫·比尼茨基在战役结束后不久创作了被称为《德里纳河进行曲》的作品，以纪念塞尔维亚的胜利。他把它献给了他在军队中最喜欢的指挥官米利沃耶·斯托亚诺维奇上校，他参加了策爾戰役，但在随后12月的战斗中被杀。他的作品最初被命名为《向胜利进军》。一些学者推测，斯坦尼斯拉夫·比尼茨基的作品可能是基于奥斯曼帝国的军事进行曲。《德里纳河进行曲》同时也象征着塞尔维亚王国的塞族人与生活在波斯尼亚的塞族人统一的愿望。这首歌在第一次世界大战期间和战后广泛的流传。 它被看作是塞尔维亚人抵抗同盟国的象征。 并成为最著名的塞尔维亚民族主义歌曲之一。

### 战后
这首歌在二战后铁托时代的南斯拉夫很受欢迎。它以单曲或其他形式在克罗地亚萨格勒布的Yugoton厂发行。 1961年，南斯拉夫作家伊沃·安德里奇被提名为诺贝尔文学奖得主时，在诺贝尔文学奖的颁奖仪式上播放了这首进行曲。
2013年，这首进行曲由塞尔维亚合唱团在联合国大会表演后立马引起了相关争议。联合国大会主席武克·耶雷米奇、联合国秘书长潘基文和其他联合国官员对演奏这首歌起立鼓掌。 波斯尼亚组织对这一表演作出回应，其要求解除耶雷米奇的联合国大会主席职务。耶雷米奇说："我们[塞尔维亚人]对它[这首歌]非常自豪，想和世界分享它"。他接着说，"令人遗憾的是，有人企图扭曲我们上周一献给世界的音乐礼物的含义，这是对塞尔维亚人民的深深的冒犯"。联合国后来为这种站起喝彩所道歉，潘基文对有人被这首歌冒犯表示遗憾。

## 歌词
| U boj, krenite junaci svi Kren'te i ne žal'te život svoj Cer da čuje stroj, Cer nek vidi boj A reka Drina slavu, hrabrost I junačku ruku oca, sina! Poj, poj Drino, vodo hladna ti Pamti, pričaj kad su padali Pamti hrabri stroj Koji je pun ognja, silne snage Proterao tuđina sa reke naše drage! Poj, poj Drino, pričaj rodu mi Kako smo se hrabro borili Pevao je stroj, vojev'o se boj Kraj hladne vode Krv je tekla Krv je lila Drinom zbog slobode! | To battle, go forth you heroes, Go on and don't regret your lives May Cer hear the front, may Cer see the battle and river Drina glory, courage And heroic hand of father and son! Sing, sing, Drina – of cold water, Remember, and tell of the ones that fell Remember the brave front, Which full of fire, mighty force Expelled the foreigner from our dear river! Sing, sing, Drina, tell the generations, How we bravely fought The front sang, the battle was fought Near cold water Blood was flowing, Blood was streaming By the Drina for freedom! |